# Kevin McAleenan
Kevin McAleenan (Honolulu, 5 settembre 1971) è un politico statunitense dall'11 aprile al 13 novembre 2019 segretario della sicurezza interna ad interim nell'amministrazione Trump.